# Auberville-la-Manuel
Auberville-la-Manuel ist eine französische Gemeinde mit 138 Einwohnern (Stand 1. Januar 2022) im Département Seine-Maritime in der Region Normandie (vor 2016 Haute-Normandie). Sie gehört zum Arrondissement Dieppe und zum Kanton Saint-Valery-en-Caux (bis 2015 Kanton Cany-Barville).

## Geographie
Auberville-la-Manuel liegt in der Landschaft Pays de Caux rund 40 Kilometer westlich von Dieppe an der Départementsstraße D68. Umgeben wird Auberville-la-Manuel von den Nachbargemeinden Veulettes-sur-Mer im Norden, Saint-Martin-aux-Buneaux im Westen, Malleville-les-Grès im Osten sowie Butot-Vénesville im Süden.

## Bevölkerungsentwicklung
| Jahr      | 1962 | 1968 | 1975 | 1982 | 1990 | 1999 | 2007 | 2014 |
| Einwohner | 240  | 207  | 166  | 145  | 127  | 103  | 121  | 120  |

## Sehenswürdigkeiten
- Schloss Auberville-la-Manuel
- Kirche Saint-André-Saint-Côme-Saint-Damien